# 上海市医学会

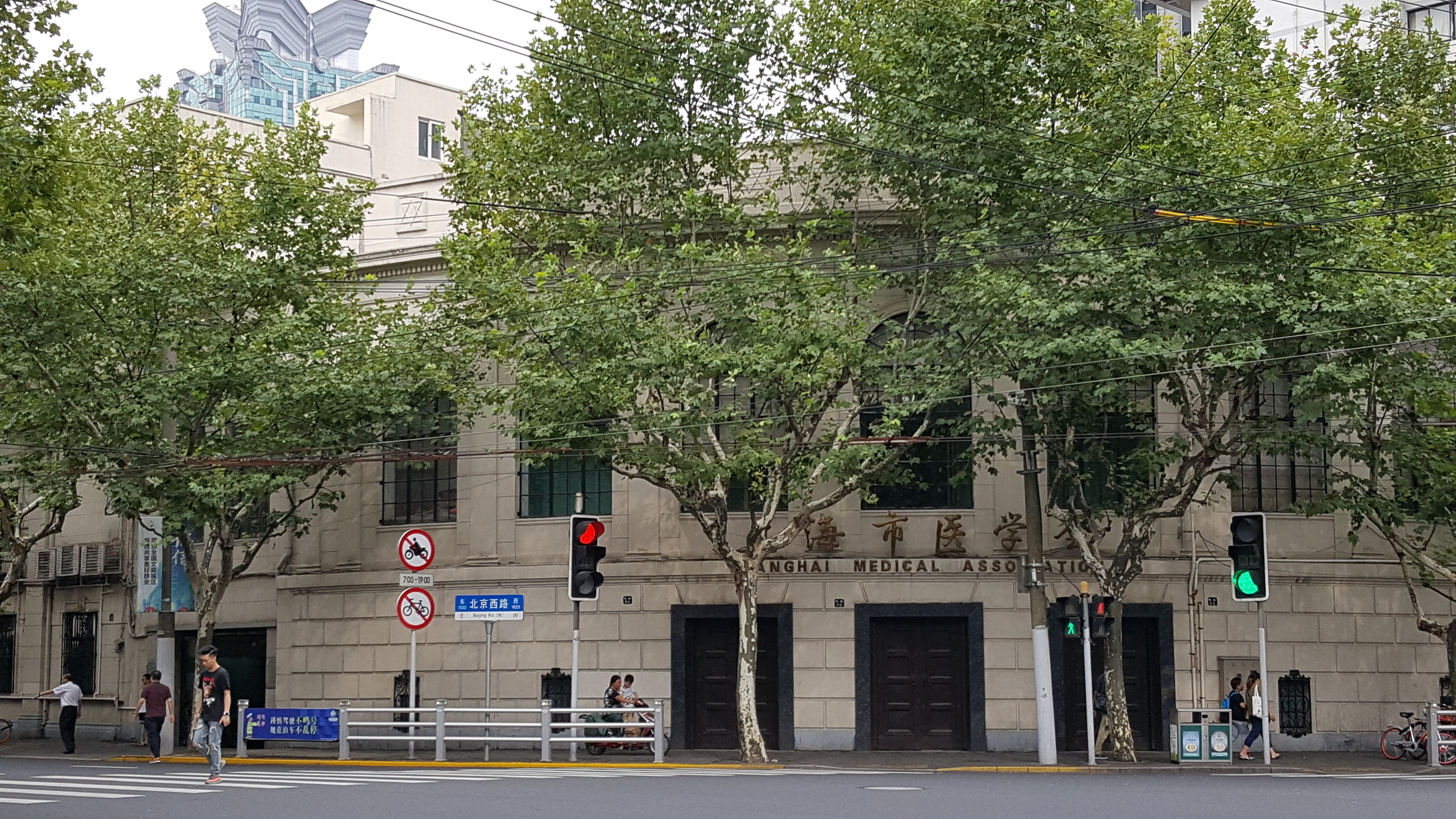
上海市医学会

上海市医学会是中華人民共和國上海市境內的一個與醫學和醫務人員有關的組織。

## 历史
原名中华医学会上海分会，成立於1917年4月2日。中國抗日戰爭时期，該團體组织会员募捐药品器材，医治伤兵、救济难民，组织医疗队派往中國西北各地。該組織還出版刊物，举办报告会、交流学术经验。朝鮮戰爭期間参加捐献和组织志愿医疗手术队。1988年起接受上海市卫生局委托，負責上海境內住院医师的毕业后教育工作。該組織还负责《上海医学》、《中华消化杂志》、《中华传染病杂志》三本学术刊物的编辑出版工作。1991年10月在上海市民政局登记为社团法人，并更名為上海市医学会。

## 外部連結
- 官方网站